# تجربة الوحش
تجربة الوحش (بالإنجليزية: Monster Study)‏ هي تجربة قام بها عالم النفس وينديل جونسون وماري تودور على 22 طفل في عام 1939 في منازل الأيتام أبناء الجنود في دافنبورت، أيوا. كان في وسط الدراسة انعدام كامل للمقاييس الأخلاقية، كما أنّ الدراسة لم تُنشر نتائجها لأن جونسون كان يظن أن التجربة سوف تُستغل من قبل النازيين في القيام بعدة تجارب.

## فكرة التجربة
كان يعتقدُ الدكتور جونسون بأن إخبار طفل يُعاني من التأتأة أو التلعثم يساعد الطفل في التغلب على حالته ويجعل من كلامه مفهومًا وسهلًا وسلسًا. التجربة أقيمت على 22 طفل جميعهم كانوا يتامى وقد قسموا إلى مجموعتين: مجموعة تعاني من التلعثم ومجموعة تتكلم بشكل طبيعي. أُخبرت المجموعة التي كانت تعاني من التلعثم بأنّهم في حالة جيدة ولا يعانون من أي شي و المجموعة الطبيعية تم إخبارهم بانهم يحتاجون لعلاج مشدد في التكلم لانهم يعانون من التلعثم. حاولَ جونسون خلال هذه التجربة إقناع الأطفال السليمين بأنهم يعانون من التلعثم، بجيث أُخطرَ الأطفال السليمين: «الأطباء وصلوا الى قناعة بأنكم تعانون من مشاكل كبيرة في الكلام فلا تتكلموا حتى تتأكدوا بأن بإمكانكم التكلم بشكل صحيح»، بينما أُخطرَ الأطفال الذين يعانون من التلعثم: «لا تهتموا لما يقولونه الآخرين عن طريقة كلامكم فأنتم طبيعيين وهذه مرحلة عادية». الملخص أنهم قاموا بإعطاء علاج سلبي للمجموعة الأولى عن طريق استصغارهم وإهانتهم عند حدوث ءي خطأ في الكلام، وعلاج إيجابي للمجموعة الثانية التي تعاني من التلعثم.

## النتيجة
أصبحَ لدى 5 أطفال من اصل 6 الذين كانوا سليمين تأتأة في الكلام ومشاكل في الكلام بعد علاج سلبي دام إلى 6 اشهر. عندما أدرك جونسون خطورة التجربة التي قام بها، حاول أن يعيد التجربة عليهم ويعطيهم علاج إيجابي ولكن من دون فائدة، فالأطفال عند الكبر أصبحوا يعانون من مشاكل نفسية كالاكتئاب و‌انعدام الثقة بالنفس. اعتذرت جامعة أيوا علنًا عن دراسة الوحش في عام 2001. وبحلول 17 أغسطس 2007 حصل سبعة من ضحايا التجربة على ما مجموعه 1.2 مليون دولار من ولاية آيوا لإصابتهم بندوب نفسية وعاطفية مدى الحياة ناجمة عن ستة أشهر من العذاب أثناء تجربة جامعة أيوا، وعلمت الدراسة أنه على الرغم من عدم تأتأة أي من الأطفال، فقد أصبح بعضهم خجولًا ومترددًا في الكلام. وصف متحدث باسم جامعة أيوا التجربة بأنها «مؤسفة» وأضاف: «هذه دراسة لا ينبغي أبدًا اعتبارها قابلة للدفاع عنها في أي عصر. ولن أفكر أبدًا في الدفاع عن هذه الدراسة بأي حال من الأحوال. إنه أمر مؤسف». قبل وفاتها، أعربت ماري تيودور عن أسفها العميق لدورها في دراسة الوحش وأكدت أنه كان ينبغي على ويندل جونسون فعل المزيد لعكس الآثار السلبية على خطاب الأطفال الأيتام.